# Altgarz
Altgarz (früher auch Alt Garz geschrieben) ist ein Ortsteil der Gemeinde Großderschau im Landkreis Havelland in Brandenburg. Der Ort gehört dem Amt Rhinow an.

## Lage
Altgarz liegt im Naturpark Westhavelland, rund 20 Kilometer Luftlinie nördlich von Rathenow. Die Gemarkung wird durch die Flüsse Dosse im Norden und Rhin im Süden begrenzt. Zum Ortsteil Altgarz gehören neben Altgarz noch die Wohnplätze Clausiushof und Neugarz. Die Gemarkung des Ortsteils grenzt im Norden an Großderschau, im Osten an Dreetz, im Süden an Stölln und die Stadt Rhinow und im Westen an Rübehorst.
Altgarz und Neugarz liegen an der Bundesstraße 102 zwischen Neustadt (Dosse) und Rathenow.

## Geschichte
Das Flurstück, auf dem sich die Siedlung Altgarz heute befindet, wurde im Jahr 1721 als hohe Gartz bezeichnet. Im folgenden Jahr wurde auf der Gemarkung eine Ziegelei errichtet, die später zu einem Vorwerk und ab 1749 zu einer Kolonie ausgebaut wurde. Der Namenszusatz „Alt“ kam 1773 nach der Gründung der Kolonistensiedlung Neugarz hinzu. Altgarz gehörte zum Ruppinischen Kreis in der Mark Brandenburg, der nach 1815 in der preußischen Provinz Brandenburg als Kreis Ruppin weitergeführt wurde. Am 1. April 1936 wurde Neugarz nach Altgarz eingemeindet.
Nach der Gebietsreform in der DDR gehörte Altgarz von Juli 1952 bis Januar 1958 zum Kreis Kyritz im Bezirk Potsdam, danach erfolgte die Umgliederung in den Kreis Rathenow. Am 1. Mai 1974 wurde Altgarz nach Großderschau eingemeindet. Nach der Wiedervereinigung lag Altgarz für drei weitere Jahre im Landkreis Rathenow, der im Dezember 1993 mit dem Landkreis Nauen zum Landkreis Havelland fusionierte.

## Bevölkerungsentwicklung
| Jahr | Einwohner |
| ---- | --------- |
| 1875 | 182       |
| 1890 | 175       |
| 1910 | 133       |

| Jahr | Einwohner |
| ---- | --------- |
| 1925 | 154       |
| 1933 | 130       |
| 1939 | 145       |

| Jahr | Einwohner |
| ---- | --------- |
| 1946 | 249       |
| 1964 | 162       |
| 1971 | 148       |

Gebietsstand des jeweiligen Jahres, ab 1939 mit Neugarz